# Arijska rasa
Arijska rasa je rasistički koncept proizišao iz prvotno apolitičkog znanstvenog termina kojim se (pogrešno) označavala etničko-jezična porodica indoeuropskih naroda.
Srodnost jezika od Europe do Indije bila je poznata učenjacima još od ranog novog vijeka, a „arijskim” ih se počelo nazivati na temelju pogrešne etimološke pretpostavke da je irski etnonim Ériu istovjetan najstarijim poznatim indoeuropskim etnonimima − sanskrtskom Ārija iz Rgvede odnosno onom iranskom (npr. perzijski Arija na Behistunu i avestički Airija u Avesti). Rasni koncept i rasistička ideologija o „nadnaravnim Arijcima” razvili su se stapanjem eurocentričnih povijesnih i antropoloških ideja o Sjevernoj Europi kao pradomovini Indoeuropljana (ili „Arijaca”) koje je odlikovala izražena svijetla put i niz umno-tjelesnih sposobnosti zahvaljujući kojima su pokorili zapadnu Euroaziju. Jezgru tzv. „čistih Arijaca” u suvremenim su okvirima predstavljali Germani, dok su Romani, Slaveni i ostali spadali u one „nečiste”. Navedene ideje javljaju se još sredinom 18. stoljeća u djelima francuskog pisca A. de Gobineaua, a kulminirale su za vrijeme nacizma u Njemačkoj.
Koncept arijske rase u znanstvenom smislu danas nema nikakvog antropološkog i terminološkog uporišta, dok je u ideološkom marginaliziran na izolirane neonacističke skupine. Naime, osim što genetska istraživanja ukazuju na heterogeno podrijetlo Indoeuropljana zbog čega ih se ne može okarakterizirati rasom, sam pridjevni oblik „arijski” također se ne može koristiti kao sinonim za navedenu porodicu jer je dokazano da irski etnonim Ériu nije srodan onima u Aziji. Zbog toga se Arijci u današnjoj znanstvenoj terminologiji odnose isključivo na zajedničku porodicu iranskih i indoarijskih naroda, iako znanstvenici zbog negativne konotacije proizišle nacističkom zlouporabom ponekad koriste i pridjev „indoiranski” kao sinonim za „arijski”. Jedna od ironija rasističke ideologije jest da Romi, narod s dna nacističke ljestvice „arijske rasne čistoće”, govori jezikom koji pripada arijskoj (indoarijskoj) porodici dok s germanskim to nije slučaj.

## Poveznice
- Arijci
- Germani
- Indoeuropljani